# L'Atelier du Centre des recherches historiques
L'Atelier du Centre des recherches historiques est une revue scientifique électronique publiée par le Centre de Recherches Historiques, laboratoire EHESS/Centre national de la recherche scientifique. 
La revue se propose d'être un outil de production de la recherche dans les axes et thématiques couverts par le Centre. Elle est donc destinée à accueillir aussi bien les travaux individuels et collectifs de doctorants que ceux des chercheurs confirmés, membres du Centre ou non. Sa vocation propre est la publication en ligne non seulement d'articles de recherche, mais aussi de documents dont le format pourrait être considéré comme atypique : travaux à vocation documentaire ou bibliographique, interventions dans des colloques, articles de gros format ou possédant des annexes considérables, etc. L’Atelier du CRH est le lieu de publication de dossiers de recherche thématiques aussi bien que d’articles de varia.
 L'Atelier du Centre des recherches historiques est une revue disponible en accès libre sur le portail OpenEdition Journals.